# Цахијагин Елбегдорџ
Цахијагин Елбегдорџ (монг. Цахиагийн Элбэгдорж; Ерег, 30. март 1963) је монголски политичар и бивши председник Монголије. На тој дужности је био од председничких избора одржаних 24. маја 2009. године када је за њега гласало 51% изашлих на изборе, па све до 10. јула 2017. године. Елбегдорџ је био један од вођа мирне демократске револуције којом је окончана једнопартијска владавина Монголске народне револуционарне партије. 
Елбегдорџ је био два пута премијер Монголије, потпредседник парламента, вођа већине у парламенту и посланик у четири мандата.
Демократска странка га је изабрала за свог кандидата на председничким изобрима, одржанима 26. јуна 2013. године. Победио је у првом кругу са освојених 50,23% гласова, чиме је отпочео његов други председнички мандат.